# Don Quixote Pond
Don Quixote Pond är en sjö i Antarktis. Den ligger i Östantarktis. Nya Zeeland gör anspråk på området. Don Quixote Pond ligger 777 meter över havet.